# Porta Eburnea
La porta Eburnea, o arco della Mandorla, è una porta cittadina della cinta muraria etrusca di Perugia.
Si trova in piazza Mariotti, nel rione omonimo (di Porta Eburnea, il cui simbolo è appunto un elefante). L'origine del nome è dovuta al fatto che anticamente nelle vicinanze si trovava un tempio dedicato al dio Vertumno e rivestito con il prezioso materiale di origine elefantina.

La porta è stata modificata nel XIV secolo e oggi si presenta nella sua forma medievale con l'arco ogivale ed i caratteristici giunti sporgenti. Della originaria porta sono rimaste una protome leonina (replicata in un rifacimento medievale nella porta Trasimena di via della sposa) e alcune lettere che probabilmente formavano la scritta AUGUSTA PERUSIA  - COLONIA VIBIA, ricorrente in quasi tutte le porte della cinta etrusca (come l'Arco Etrusco o la Porta Marzia).

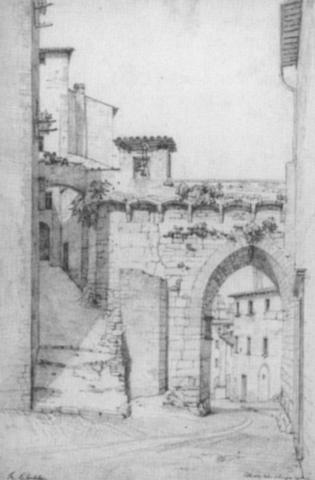
La porta etrusca in un'illustrazione di un viaggiatore (1827)

La tradizione popolare indica questo luogo come particolarmente propizio, al punto che i Baglioni, prima delle loro spedizioni militari, non mancavano mai di passare sotto quest'arco.